# Qatna
Qatna o Qatana o Qatanum va ser un regne segurament de població amorrita, entorn de la ciutat d'aquest nom (avui Mishrife -al-Masrafa-, prop d'Homs) del que es tenen notícies almenys des del 1800 aC quan n'era rei Ishi-Addu, que era el pare d'Amut Pi-El.Eren contemporanis de Yashmakhadad i de Zimri-Lim, reis de Mari.
Es mencionen diverses vegades a les Tauletes de Mari. Amut Pi-El era governador de Nazala com a príncep hereu i després va ser nomenat rei. La germana d'Amut Pi-El, Belmun o Beltum, es va casar amb Yashmakhadad i en va ser l'esposa principal. Probablement la mare d'Amut Pi-El era Lammassi-Ashur, una princesa d'Assur o d'Ekallatum. Zimri-Lim de Mari, molt al principi del seu regnat, es va casar també amb una princesa de Qatna, anomenada Dam-Hurasim. Tot i aquest casament, les relacions entre Qatna i Mari no van ser especialment bones, degut al pactes entre Qatna i Elam, que feien front a Iamkhad i Mari.
Destruïda Mari per Hammurabi de Babilònia cap a l'any 1760 aC les fonts sobre Qatna desapareixen. Probablement la ciutat va caure sota dependència d'Alep (Iamkhad) i cap al 1500 aC es va sotmetre a Mitanni. És possible que Amenhotep I (que va regnar cap al 1515-1494 aC), Tuthmosis I (entre el 1494 aC i el 1482 aC) haguessin estat a la ciutat en les seves expedicions a Síria. Tuthmosis III l'esmenta a una inscripció, i diu que hi va ser al seu 33è any de regnat. Amenhotep II (entre el 1427 aC i el 1401 aC) va ser atacat per soldats de Qatna amb suport hurrita al creuar l'Orontes però en va sortir victoriós. Qatna va estar a la zona de frontera amb Mitanni, però sota influència egípcia, i encara és esmentada l'any 1180 aC.
Durant la campanya síria de Subiluliuma I cap a l'any 1340 aC, Akizzi de Qatna va demanar ajut a Akhenaton però no la va rebre i va caure en mans dels hitites, que la van saquejar i van deportar els seus habitants a Hattusa. Al seu lloc com a poder regional va emergir el regne de Nuhase.

## Reis
- Ishi-Addu vers 1800 aC
- Amutpiel ben Ishi-Addu vers el 1800 aC
- Idanda, vers 1400 aC
- Taku, vers 1400 aC
- Akizzi vers el 1350 aC